# Molino del Batán
El molino del Batán o de Paraires (en valenciano Molí del Batà o de Paraires) es un antiguo molino hidráulico ubicado en Paterna (Valencia, España). Se encuentra a las afueras de Paterna, en una zona denominada, por este molino, del Batán, sobre el canal principal de la acequia de Moncada. Su nombre proviene de su uso originario como batán para aprestar los tejidos de lana, así como su nombre alternativo, que deriva del gremio de paraires (‘pelaires’) de la ciudad de Valencia. Está incoado como bien de relevancia local.

## Historia
El molino del Batán es uno de los tres que están documentados en Paterna antes de la primera aparición del «molí nou» (‘molino nuevo’) en 1658, siendo los otros dos el Molino de la Vila y el Molino de Ferrando. Si bien originalmente era molino harinero, en 1781 se transformó en batán y se cedió al gremio de pelaires de Valencia. Con el tiempo se convirtió en un molino papelero. En 1840 se convirtió en la primera fábrica harinera de tipología moderna en el área Valencia, pasando a funcionar en 1910 con energía eléctrica. De este molino tomó nombre el camino del Batán de Paterna, que a su vez dio nombre a las Coves del Batà, actualmente convertidas en museo.

## Descripción
El edificio del molino se encuentra situado fuera del casco urbano, frente a la estación de Campament de Metrovalencia y presenta una planta de tamaño irregular y exenta, conformada por el edificio propiamente industrial (con chimenea), la casa-alquería y una zona cerrada con un tapial de ladrillo y mampostería. Sus antiguas paredes se levantaron con gruesos muros de mampostería bajo los cuales discurre la acequia de Moncada. La fachada principal mira a la estación de metro y le da al edificio un aspecto imponente, pues muestra en su planta principal un paramento con un repertorio modernista.
La chimenea industrial es de planta cuadrada, exenta, y se encuentra dentro del recinto de la derecha. La casa-alquería adjunta, a espaldas del molino, muestra la tipología típica de las casas rurales de la huerta de Valencia. Es de planta rectangular y tiene dos alturas, con crujía perpendicular a la fachada marcando así la disposición de la fachada principal; está cubierta a dos aguas. En la actualidad el edificio está cerrado y ruinoso, a pesar de que en su parte derecha de la fachada principal se ha instalado el taller de un artista fallero.